# 须蚕属
须蚕属（学名：Pontodora）为须蚕科的一个属。

## 下属物种
本属包括以下物种：
- 游须蚕 Pontodora pelagica Greeff, 1879